# Geniculifera bogoriensis
Geniculifera bogoriensis är en svampart som först beskrevs av Rifai, och fick sitt nu gällande namn av Rifai 1975. Geniculifera bogoriensis ingår i släktet Geniculifera och familjen vaxskålar.   Inga underarter finns listade i Catalogue of Life.